# Yarmouth (Nova Scotia)
Yarmouth ist eine Stadt und wichtiger Fisch- und Fährhafen am Golf von Maine im Süden von Nova Scotia, Kanada und gleichzeitig Administrationssitz des gleichnamigen Regierungsbezirkes.
Anfangs Port Forchu genannt, wurde Yarmouth 1759 gegründet und 1890 als Stadt eingetragen. Während des 19. Jahrhunderts war Yarmouth ein wichtiges Zentrum des Schiffbaus. Zeitweise wurden mehr Schiffe gebaut als in jedem anderen Hafen der Welt. Mit der Dampfschifffahrt verlor die Stadt jedoch an Bedeutung. Heute lebt Yarmouth unter anderem vom Fisch- und Hummerfang, vom Fährhafen und vom Tourismus.

## Tourismus
Seit dem späten 19. Jahrhundert, als Passagierverbindungen mit Dampfschiffen nach New York City und Boston angeboten wurden, ist Tourismus der Hauptwirtschaftszweig in Yarmouth. Die Fährverbindungen wurden bis zum Zweiten Weltkrieg aufrechterhalten. In den 1950er Jahren starteten die Canadian National Railways eine Fährverbindung nach Bar Harbor (Maine), welche von CN Marine und Marine Atlantic bis 1997 fortgesetzt wurde.
1998 wurde die Durchführung der Verbindung nach Bar Harbor an Bay Ferries Limited übertragen. Die Fährverbindung wurde ab 2002 mit dem Hochgeschwindigkeitskatamaran HSC Incat 059 bedient, genannt „The Cat“. 2009 gab der Betreiber der Fährlinie bekannt, dass der Betrieb 2010 nicht mehr fortgesetzt werde.
Die amerikanische Fährfirma Prince of Fundy Cruises startete in den 1970er Jahren ebenfalls eine Fährverbindung zwischen Portland (Maine) und Yarmouth, welche Scotia Prince Cruises bis April 2005 aufrechterhielt. Vom Sommer 2006 an wurde die Fährverbindung von Maine nach Yarmouth nur noch von Bay Ferries Limited aufrechterhalten. 2014 übernahmen Nova Star Cruises die Strecke mit einer neu erbauten Fähre, die seitdem täglich zwischen Portland und Yarmouth pendelt.
Sehenswürdigkeiten sind der Leuchtturm, der Hafen und das Yarmouth County Museum, welches einen tiefen Einblick in die Geschichte Nova Scotias bietet. Ansonsten ist Yarmouth weitestgehend Ankunft- und Abfahrtsort für Südostkanadareisende.

## Kultur
Das Gebiet rund um Yarmouth ist nach wie vor akadische Region und deshalb zum Teil von frankophoner Bevölkerung bewohnt.

## Persönlichkeiten

### Söhne und Töchter der Stadt
- George Kenney (1889–1977), US-amerikanischer General
- Daniel Bohan (1941–2016), Erzbischof von Regina
- Ryan Graves (* 1995), Eishockeyspieler